# Prémio Médicis estrangeiro
O prémio Médicis estrangeiros é concedido anualmente desde 1970 pelo júri do prémio Médicis ao romance estrangeiro publicado em tradução francesa, nesse ano.

## Vencedores do prémio Médicis estrangeiro
| Ano  | Autor                        | Obra                                                   | Edição (n.º vezes)     | País (n.º vezes)    |
| ---- | ---------------------------- | ------------------------------------------------------ | ---------------------- | ------------------- |
| 1970 | Luigi Malerba                | Saut de la mort                                        | Grasset                | Itália              |
| 1971 | James Dickey                 | Délivrance                                             | Flammarion             | Estados Unidos      |
| 1972 | Severo Sarduy                | Cobra                                                  | Seuil                  | Cuba                |
| 1973 | Milan Kundera                | La vie est ailleurs                                    | Gallimard              | Tchecoslováquia     |
| 1974 | Julio Cortázar               | Livre de Manuel                                        | Gallimard (2)          | Argentina           |
| 1975 | Steven Millhauser            | La Vie trop brève d'Edwin Mulhouse                     | Albin Michel           | Estados Unidos (2)  |
| 1976 | Doris Lessing                | Le Carnet d'or                                         | Albin Michel (2)       | Reino Unido         |
| 1977 | Hector Bianciotti            | Le Traité des saisons                                  | Gallimard (3)          | Argentina (2)       |
| 1978 | Alexandre Zinoviev           | L'Avenir radieux                                       | L'Âge d'Homme (2)      | Rússia              |
| 1979 | Alejo Carpentier             | La Harpe et l'Ombre                                    | Gallimard (4)          | Cuba (2)            |
| 1980 | André Brink                  | Une saison blanche et sèche                            | Stock                  | África do Sul       |
| 1981 | David Shahar                 | Le Jour de la comtesse                                 | Gallimard (5)          | Israel              |
| 1982 | Umberto Eco                  | Le Nom de la rose                                      | Grasset (2)            | Itália (2)          |
| 1983 | Kenneth White                | La Route bleue                                         | Grasset (3)            | Reino da Escócia    |
| 1984 | Elsa Morante                 | Aracoeli                                               | Gallimard (6)          | Itália (3)          |
| 1985 | Joseph Heller                | Dieu sait                                              | Grasset (4)            | Estados Unidos (3)  |
| 1986 | John Hawkes                  | Aventures dans le commerce des peaux en Alaska         | Seuil (2)              | Estados Unidos(4)   |
| 1987 | Antonio Tabucchi             | Nocturne indien                                        | Christian Bourgois     | Itália (4)          |
| 1988 | Thomas Bernhard              | Maîtres anciens                                        | Gallimard (7)          | Áustria             |
| 1989 | Álvaro Mutis                 | La Neige de l'amiral                                   | Sylvie Messinger       | Colômbia            |
| 1990 | Amitav Ghosh                 | Les Feux du Bengale                                    | Seuil (3)              | Índia               |
| 1991 | Pietro Citati                | Histoire qui fut heureuse, puis douloureuse et funeste | Gallimard (8)          | Itália (5)          |
| 1992 | Louis Begley                 | Une éducation polonaise                                | Grasset (5)            | Estados Unidos (5)  |
| 1993 | Paul Auster                  | Léviathan                                              | Actes Sud              | Estados Unidos (6)  |
| 1994 | Robert Schneider             | Frère Sommeil                                          | Calmann-Lévy           | Áustria (2)         |
| 1995 | Alessandro Baricco           | Châteaux de la colère                                  | Albin Michel (3)       | Itália (6)          |
| 1996 | (ex-æquo) Michael Krüger     | Himmelfarb                                             | Seuil (4)              | Alemanha            |
| 1996 | (ex-æquo) Ludmila Oulitskaïa | Sonietchka                                             | Gallimard (9)          | Rússia (2)          |
| 1997 | T. Coraghessan Boyle         | América                                                | Grasset (6)            | Estados Unidos (7)  |
| 1998 | Jonathan Coe                 | La Maison du sommeil                                   | Gallimard (10)         | Reino Unido (2)     |
| 1999 | Björn Larsson                | Le Capitaine et les Rêves                              | Grasset (7)            | Suécia              |
| 2000 | Michael Ondaatje             | Le Fantôme d'Anil                                      | L'Olivier              | Canadá              |
| 2001 | Antonio Skarmeta             | La Noce du poète                                       | Grasset (8)            | Chile               |
| 2002 | Philip Roth                  | La Tache                                               | Gallimard (11)         | Estados Unidos (8)  |
| 2003 | Enrique Vila-Matas           | Le Mal de Montano                                      | Christian Bourgois (2) | Espanha             |
| 2004 | Aharon Appelfeld             | Histoire d'une vie                                     | L'Olivier (2)          | Israel (2)          |
| 2005 | Orhan Pamuk                  | Neige                                                  | Gallimard (12)         | Turquia             |
| 2006 | Norman Manea                 | Le Retour du hooligan : une vie                        | Seuil (5)              | Roménia             |
| 2007 | Daniel Mendelsohn            | Les Disparus (essai)                                   | Flammarion (2)         | Estados Unidos (9)  |
| 2008 | Alain Claude Sulzer          | Un garçon parfait                                      | Jacqueline Chambon     | Suíça               |
| 2009 | Dave Eggers                  | Le Grand Quoi                                          | Gallimard (13)         | Estados Unidos (10) |
| 2010 | David Vann                   | Sukkwan Island                                         | Gallmeister            | Estados Unidos (11) |
| 2011 | David Grossman               | Une femme fuyant l'annonce                             | Seuil (6)              | Suíça (3)           |
| 2012 | Avraham Yehoshua             | Rétrospective                                          | Grasset (9)            | Israel (4)          |
| 2013 | Toine Heijmans               | En mer                                                 | Christian Bourgois (3) | Países Baixos       |
| 2014 | Lily Brett                   | Lola Bensky                                            | La Grande Ourse        | Austrália           |
| 2015 | Hakan Günday                 | Encore                                                 | Galaade                | Turquia (2)         |
| 2016 | Steve Sem-Sandberg           | Les Élus                                               | Robert Laffont         | Suécia (2)          |
| 2017 | Paolo Cognetti               | Les Huit Montagnes                                     | Stock                  | Itália (2)          |
| 2018 | Rachel Cushner               | Le Mars Club                                           | Stock                  | Estados Unidos (2)  |
| 2019 | Auður Ava Ólafsdóttir        | Miss Islande                                           | Zulma                  | Islândia (2)        |
| 2020 | Antonio Muñoz Molina         | Un promeneur solitaire dans la foule                   | Seuil                  | Espanha (2)         |
| 2021 | Jonas Hassen Khemiri         | La Clause paternelle                                   | Actes Sud              | Suécia (2)          |
| 2022 | Andreï Kourkov               | Les Abeilles grises                                    | Liana Levi             | Ucrânia (2)         |
| 2023 |                              |                                                        |                        |                     |